# Parizhskaya Kommuna Glacier
Parizhskaya Kommuna Glacier är en glaciär i Antarktis. Den ligger i Östantarktis. Norge gör anspråk på området. Parizhskaya Kommuna Glacier ligger 1 556 meter över havet.
Terrängen runt Parizhskaya Kommuna Glacier är platt åt sydväst, men åt nordost är den kuperad. Trakten är obefolkad. Det finns inga samhällen i närheten. 